# Ciudadano García
José Antonio García Muñoz (Madrid, 15 de junio de 1962), conocido profesionalmente como el Ciudadano García, es un periodista y locutor de radio español. Desde 2008 dirige y presenta Esto me suena en RNE.

## Biografía
Nació y se crio en el madrileño barrio de Lavapiés, siendo hijo de un zapatero del barrio. Sus familias paterna y materna provienen de Navalcán, pueblo al que cita habitualmente y que le dedicó la calle Ciudadano García.[cita requerida] Estudió Ciencias de la información en la Universidad Complutense de Madrid.

## Trayectoria profesional
Desde 1985 trabaja en RNE donde entró como becario. Empieza con Salvador Martín Mateos en el programa local de Madrid Tierra Nuestra. Más tarde, Guillermo Orduna, que se equivocaba frecuentemente con su nombre, le otorga el mote de «Reportero García». Es Carlos Herrera en el programa Buenos días el que le rebautiza como «Ciudadano García». En 1992 colabora en Abierto los sábados con Pedro Piqueras.[cita requerida]
A partir de 2008 dirige y presenta Esto me suena, un programa que en su primera temporada no llega a la media hora de duración y que recopila los sonidos del día en RNE comentándolos con humor.[cita requerida]
En la temporada 2009-2010 aumentan la duración de Esto me suena y cambian de horario para emitirse de 15:00 a 16:00 (todos los horarios están expresados en horario peninsular)[cita requerida]
Desde 2010 y hasta 2013 colabora en el programa Las mañanas de La 1 de Televisión Española, pasando a la sección Saber cocinar junto al cocinero Sergio Fernández, dando voz a los "mañaneros" a través de las redes sociales.[cita requerida]
Desde 2010 hasta 2012 realiza la cobertura de los encierros de Sanfermines con Pilar García Muñiz.
En la temporada 2012-2013 Esto me suena cambia de horario y durante esa temporada se emite de 5 a 6 de la mañana.[cita requerida]
En la temporada 2013 aumentan la duración de Esto me suena y cambian de horario para emitirse de 15:00 a 19:00. En tan solo dos meses consigue duplicar la audiencia de quienes ocupaban la misma franja horaria la temporada anterior. Este dato es mencionado por el director de la cadena en el Congreso de los Diputados. Desde la temporada 2017/2018 el programa ocupó el horario de 15:00 a 18:00 y el 10 de junio de 2019 se emitió la edición 2500 del programa.
A partir de septiembre de 2019 conduce un nuevo programa llamado "Esto me suena... a pueblo", donde sigue la línea del programa anterior pero enfocado a la España vaciada, sus pueblos y sus gentes.

## Premios
Premio Antena de oro 2016 mientras es director y presentador de Esto me suena.[cita requerida]

## Libros
- Usted lo dijo en Buenos días. 2006. Firma como José Antonio García. Varios autores, con Antonio Jiménez, Javier Capitán, José María de Juana y Luis Figuerola-Ferretti.
- Amnistía Internacional: crónicas de una organización incómoda. 2008. Firma como José Antonio García Muñoz. Ediciones Turpial.[11]